# メルシーカード
メルシーカードは、かつて宮城交通が発行していた路線バス専用の磁気式乗車カード（バスカード）。制度上は回数乗車券の位置づけである。仙台市交通局（仙台市営バス）でも同一システムの乗車カードを発行しているが、こちらは単にバスカードとして発行しており、相互に共通利用が可能であった。

## 概要
スキップカードとは違い、仙台市地下鉄で使用することや乗継割引を適用することは出来ないが、その分プレミア率が高いので、利用者は多い（5000円→5850円）。
このため、バスと地下鉄を乗り継ぐ場合は、5850円利用可能なメルシーカードと5500円利用可能で地下鉄も利用できるが乗継割引のないジョイカードを組み合わせて使用するほうが、スキップカードのみで利用するよりもメリットが大きい。
宮城交通と子会社ミヤコーバスの一部でも発売しているが、紙製の回数券は廃止されていない。ミヤコーバスでは「ミヤコーバス回数券」として発売されている。宮城交通およびミヤコーバスの一般路線で使用できる。ただし2016年10月31日をもって、icsca導入エリア（仙台圏エリア）に対しての宮城交通(発売終了)・ミヤコーバス両社発行の紙製回数券の利用を終了する予定、それ以降はicsca非導入エリア（仙台圏以外の郡部エリア）でのみの利用となる。
未使用分・使用途中の払い戻しは、216円の手数料にて受け付ける。磁気不良や折れ曲がりがあった場合、あるいは履歴欄が46に到達しても使い切れなかった場合は、再発行が必要となるが、仙台市交通局の窓口では不可能であるため、宮城交通が指定する窓口等での手続きが必要。

## 適用路線
- 宮城交通
  - 全線（高速バス除く）
- ミヤコーバス
  - 名取営業所管内
  - 塩釜営業所管内
  - 吉岡営業所管内
  - 村田駐在所管内（永野線を除く）
- 仙台市営バス
  - 全線（るーぷる仙台除く）

## 種類
| 種別           | 発売額  | 利用額  | 現行のデザイン |
| -------------- | ------- | ------- | -------------- |
| メルシーカード | 1,000円 | 1,100円 | 宮城交通のバス |
| メルシーカード | 3,000円 | 3,360円 | 宮城交通のバス |
| メルシーカード | 5,000円 | 5,850円 | 宮城交通のバス |

## 販売箇所
- 仙台駅前西口案内所
- 宮交仙台高速バスセンター自動販売機
- 長町南駅定期券発売所
- 泉中央駅定期券発売所
- 富谷営業所
- ミヤコーバス吉岡営業所
- ミヤコーバス名取営業所
- ミヤコーバス塩釜営業所
- バス車内
- 委託発売所

再発行手続きについては、上述の拠点の中で扱っていない事業所もある（仙台営業所と仙台南営業所は、逆に再発行手続きは可能だが、購入は不可）。

## IC乗車カード導入への動き
- 2014年（平成26年）12月より仙台市交通局が導入したIC乗車カード「icsca」を導入。宮城交通での利用開始時期は、仙台市地下鉄東西線の開業日である2015年12月6日[2]。icsca導入に伴い、メルシーカードの発売を終了し、2016年10月31日をもって利用を停止した。同年10月1日から5年1ヶ月間の間は払戻の対応となる。[3]。

また、前述のとおり宮城交通・ミヤコーバス両社発行の紙製回数券についても2016年10月31日をもってicsca導入エリアでの利用を終了し、このうち宮城交通発行の紙製回数券については2016年10月1日から2017年10月31日までの1年1ヶ月間、手数料無料で払戻を受け付ける（ただしミヤコーバス発行の回数券については手数料無料払戻の対象外）